# 红旗水库 (新金)
红旗水库是中国辽宁省大连市普兰店市境内的一座水库，位于吊桥河上，建于1969年。水库正常库容为3100万立方米，集雨面积为94平方千米，海拔为25.5米。